# Аїсово
Аї́сово (рос. Аисово, башк. Айыс) — присілок у складі Бєлорєцького району Башкортостану, Росія. Входить до складу Інзерської сільської ради.
До 17 грудня 2004 року присілок входив до складу Нукатовської сільради.
Населення — 22 особи (2010; 22 в 2002).
Національний склад:
- башкири — 100%